# Mecasermina rinfabato
Mecasermina rinfabato (nome commerciale IPLEX ) è un farmaco composto da ricombinante Insulin-like growth factor 1 (IGF-1) e binding protein-3 (insulin-like growth factor IGFBP-3).
Si crede di essere simile in effetti a mecasermina, ma con minori effetti collaterali quali l'ipoglicemia.

## Indicazioni
Le indicazioni in studio sono:
- Distrofia muscolare miotonica
- Sindrome della redistribuzione del tessuto adiposo associata all'HIV
- Retinopatia dei prematuri
- SLA (sclerosi laterale amiotrofica), più comunemente nota come malattia di Lou Gehrig. Il farmaco, per questa condizione, è attualmente disponibile in Italia.[4][5][6]
- Miotonia congenita